# Pleraplysilla latens
Pleraplysilla latens är en svampdjursart som beskrevs av George och Wilson 1919. Pleraplysilla latens ingår i släktet Pleraplysilla och familjen Dysideidae. Inga underarter finns listade i Catalogue of Life.